# Barsinghausen
Barsinghausen är en stad i Region Hannover i det tyska förbundslandet Niedersachsen. Barsinghausen, som för första gången nämns i ett dokument från år 1193, har cirka 35 000 invånare.

## Ortsteile
Barsinghausen består av följande Ortsteile: Bantorf, Barrigsen, Barsinghausen, Eckerde, Egestorf, Göxe, Großgoltern, Groß Munzel, Hohenbostel, Holtensen, Kirchdorf, Landringhausen, Langreder, Nordgoltern, Ostermunzel, Stemmen, Wichtringhausen och Winninghausen.

## Vänorter
Barsinghausen har fyra vänorter:
- Brzeg Dolny, Polen, sedan 2001
- Kovel, Ukraina, sedan 2008
- Mont-Saint-Aignan, Frankrike
- Wurzen, Tyskland, sedan 1990